# سيبيونات الإستراديول/أسيتات المدروكسي بروجستيرون
سيبيونات الإستراديول/أسيتات المدروكسي بروجستيرون (بالإنجليزية: Estradiol cypionate/medroxyprogesterone acetate)‏ وتُعرف اختصاراً EC/MPA، تباع تحت اسم العلامة التجاريه cyclofem وغيرها، هو شكل من اشكال الحقن المجمعه للتحكم بالحمل. يحتوي على استراديول سيبونيت (EC) وهو الاستروجين وأسيتات ميدروكسي بروجستيرون وهو (MPA) وهو البروجيستين. يوصى للاستخدام على المدى القصير وتعطى مره واحده في الشهر عن طريق الحقن في العضلات.
الاثار الجانبية الشائعة لـ (EC/MPA) تتضمن فترات طمث غير منتظمة والتي تتحسن مع مرور الوقت، وتشمل الاثار الجانبية الأخرى جلطات الدم والصداع وفقدان الشعر والاكتئاب والغثيان وآلام الثدي. لا ينصح استخدامه اثناء الحمل. استخدامه اثناء الرضاعة الطبيعية آمن. يعمل بشكل أساسي عن طريق منع الإباضة.
دخل الـ (EC/MPA) في الاستخدام الطبي في عام 1993 بموافقة الولايات المتحدة الأمريكية في عام 2000. هو على قائمه الأدوية الأساسية لمنظمة الصحة العالمية، وهو من الأدوية التي لها الأكثر فاعليه والأمان المطلوب في النظام الصحي. وتمت الموافقة على استخدام الدواء في 18 دوله،  ويتم استخدامه في المكسيك وتايلاند واندونيسيا من بين الدول الأخرى. ولم يعد متاحا تجاريًا في الولايات المتحدة الأمريكية.

## الاستخدامات الطبية
يستخدم استراديول سيبيونات / ميدروكسيبروجيسيترون اسيتيت مره واحده في الشهر عن طريق الحقن كمانع للحمل لدى النساء.

### النماذج المتاحة
يكون الاستراديول سيبيونات / ميدروكسيبروجيسيترون اسيتيت متوفر على شكل معلق مائي ميكروكريستاليني من 5 ملجم EC و 25 ملجم MPA في 0.5 من المحلول المائي للحقن العضلي مره واحده في الشهر، كما يتم توفيره في شكل قنينه أحاديه الجرعة والامبولات.

## التاريخ
تم تطوير مستودع MPA (DMPA) و EC/MPA بواسطه Upjohn في 1960، وقد تم ادخال الـ (DMPA) و (الذي يحمل العلامة التجاريه Depo-provera) لاستخدامه كمانع للحمل قابل للحقن ويحتوي على بروجيستيرون فقط لأول مره خارج الولايات المتحدة في عام 1969 وتمت الموافقة عليه لاحقا لاستخدامه في تحديد النسل في الولايات المتحدة في عام 1992. A variety of preliminary studies on EC/MPA as a contraceptive were published between 1968 and 1978. تم نشر مجموعه متنوعه من الدراسات الأولية حول (EC/MPA) كوسيله لمنع الحمل بين عامي 1968 و 1978، في أواخر السبعينات بات منظمه الصحة العالمية مباردة تعرف باسم البرنامج الخاص للبحث والتطوير والتدريب على البحوث في مجال الاستنساخ البشري (WHO /HRP) لتطوير وسائل منع الحمل المشتركة القابلة للحقن كجزء من جهودها لزياده توفر لخيارات لتحديد النسل لدا النساء والرجال في جميع انحاء العالم. سعى الباحثون لعلاج التأثير الجانبي لعدم انتظام الدورة الشهرية الذي يعد هو السبب الرئيسي في إيقاف استخدام موانع الحمل بروجيستينيه المفعول فقط القابلة للحقن مثل DAMP من خلال دمج هرمون الاستروجين. وقدم تمويل المبادرة من قبل برنامج الامم المتحده الإنمائي (UNDP) وصندوق الأمم المتحدة للسكان (UNFPA) والبنك الدولي.
في عام 1980 اجرت منظمه الصحة العالمية دؤاسه عن الحرائك الدوائية من استراديول سيبيونات، استراديول فاليرات واستراديول بنزوات لتحديد أي الاستر (الاسترات) سيكون الأنسب للاستخدام في موانع الحمل المشتركة للحقن. بعد التطوير الاولي للادويه من قبل Upjohn تحت اسم Cyclo-provera سابقا، تم تطوير (EC/MPA) كمانع مشترك للحمل قابل للحقن من قبل منظمه الصحة العالميه تحت الاسم الرمزي HRP-12 في الثمانينات وأوائل التسعينات. كما تطورت منظمه الصحة العالمية استراديول فاليرت / نوريثيستيرون انانتات (الاسم الرمزي HRP-12) كمانع حمل مشترك قابل للحقن. اكتمل تطوير (EC/MPA) في أوائل التسعينات وتم ترخيص الدواء لمؤسسه كونسيبت فونديشن التابعه ل (WHO / HRP) بالإضافة إلى العديد من شركات الأدوية. تم ادخال (EC/MPA) لاستخدامها كمانع للحمل مدمج قابل للحقن تحت اسم العلامة التجارية Cyclofem وغيرها في المكسيك وتايلاند واندونيسيا في عام 1993. كانت متاحه في 18 دوله معظمها في أمريكا اللاتينية واسيا بحلول 1998. في أواخر عام 2000 تم ادخال (EC/MPA) لاستخدامها كمانع للحمل مدمج قابل للحقن من Upjohn تحت الاسم التجاري لينولي (lunelle) في الولايات المتحدة. ومع ذلك تم إيقاف تصنع الدواء في الولايات المتحدة في عام 2003.

## المجتمع والثقافة

### الأسماء العامة
كان الـ (EC/MPA) معروفا في الاصل باسم Cyclo-provera (أو Cycloprovera) كما انه معروف أيضا باسمه التنموي السابق (HRP-12).

### أسماء العلامات التجارية
تتضمن الأسماء التجاريه تـ (EC/MPA) سيكلوفيم وسيكلوفيمينا وسيكلوفيم وسيكلوفيمينا وسيكلوجيستون وفيميلين وفيميدرول وجيستين وهارمونيس وليونيلا وليونيلي ونوفافيم.

### التوفر
تمت الموافقة على (EC/MPA) للاستخدام قي 18 دوله على الاقل. وقد تم استخدامه في بوليفيا والبرازيل وتشيلي والصين وكولمبيا وكوستاريكا وجمهوريه الدومينيكان وإكوادور والسلفادور وغواتيمالا وهونغ كونغ واندونيسيا وماليزيا والمكسيك وبنما وبيرو وتايلاند والولايات المتحده الامريكيه وزيمبابوي من بين الدول الأخرى. الدواء لم يعد متوفرا في الولايات المتحده الأمريكية